# Церінг Чоден (політик)
Церінг Чоден (англ. Tshering Choden; нар. 1973) — бутанська політична діячка, член Національної асамблеї Бутану з 2018 року.

## Біографія
Має ступінь магістра в галузі лідерства та менеджменту у сфері обслуговування . Працювала вчителем та директором .

## Політична діяльність
Церінг Чоден балотувалася до Національної асамблеї Бутану від Народно-демократичної партії Бутану на виборах 2013 року до Національної асамблеї Бутану, не набравши потрібної кількості голосів програла вибори .
Була кандидатом у Національну асамблею Бутану від Партії миру та процвітання виборчого округу Хар-Юрунг на виборах 2018 року . Набравши найбільшу кількість голосів 4738 голосів, обігнавши іншого кандидата Уг'єна Чеванга, висунутого від партії Druk Nyamrup Tshogpa .